# Белия кораб
Белият кораб (на френски: la Blanche-Nef) е плавателен съд, който потъва близо до Нормандския бряг до Барфьор, на 25 ноември 1120 г. Оцелява само 1 човек.
С потъването на кораба се удавя Уилям Аделин – единственият син и наследник на крал Хенри I. Историческата значимост е, че оставя Хенри без неоспорим наследник, тъй като освен този му син единственото му друго законно дете е жена – императрица Мод.
Крайният резултат е, че след смъртта на Хенри започва период на гражданска война (известен като Анархията), в който един срещу друг се изправят императрица Мод и Стивън като внук на Уилям Завоевателя.